# Congrès général du peuple (Libye)
Pour les articles homonymes, voir Congrès général du peuple.
Le Congrès général du peuple (CGP, arabe : Mu'tammar al-sha'ab al 'âmm, مؤتمر الشعب العام الليبي) est le parlement monocaméral de la Jamahiriya arabe libyenne, le régime dirigé par Mouammar Kadhafi, de 1976 à 2011.

## Historique et fonctionnement
À partir de 1973, Mouammar Kadhafi entreprend de donner une nouvelle impulsion « révolutionnaire » à son régime, incitant les « masses populaires » à prendre le pas sur l'appareil administratif. Des Congrès populaires de base et des Comités populaires sont progressivement mis en place, officiellement afin de servir de relais à l'expression de la volonté populaire. Sur la base de cette pratique administrative, Kadhafi rédige ce qui va servir de fondement doctrinal à son régime, la « troisième théorie universelle », exposée dans son Livre vert. Dans la première partie du Livre vert, publiée en 1975, Kadhafi prône la mise en place d'un système de gouvernement basé sur la démocratie directe  : les Congrès populaires de base doivent servir à enregistrer les desiderata de la population et les mettre en œuvre via les Comités populaires, qui constituent leurs bureaux exécutifs : « Les problèmes évoqués par les congrès populaires de base, les comités populaires, les syndicats et les associations professionnelles, prendront leur forme définitive au Congrès Général du Peuple où se retrouveront les groupes exécutifs des congrès populaires, des comités populaires, des unions syndicales ou professionnelles ». 
Le Congrès général du peuple se réunit pour une première session le 5 janvier 1976, devenant le nouveau parlement de la République arabe libyenne et élisant à son secrétariat général le premier ministre Abdessalam Jalloud. Le CGP a d'emblée comme attribution de fixer les budgets des ministères. Le 2 mars 1977, la « Déclaration sur l'avènement du pouvoir du peuple », lue par Abdessalam Jalloud lors de la seconde session du CGP, devient l'équivalent de la constitution de la Libye, rebaptisée du nom de Jamahiriya arabe libyenne populaire et socialiste. Le Congrès général du peuple est défini comme « la conférence nationale des comités populaires et des syndicats professionnels. Le Congrès général du peuple dispose d'un secrétariat général pour exécuter la politique générale de l'État définie par les Congrès populaires. Le secrétariat général prépare les sessions du congrès général du peuple et dresse l'ordre du jour du congrès général du peuple. Il exécute ses résolutions et ses recommandations. Le secrétariat général est composé d'un secrétaire général et d'un certain nombre de secrétaires ; chacun dirige l'un des secteurs d'activités de l'État ». La création d'un poste de président du congrès, devant être suppléé par le secrétaire général s'il est impossible de procéder à son élection, est prévue, mais le poste ne sera jamais pourvu. 
Le CGP, dont le siège se trouve dans la capitale Tripoli, devient dès lors le centre à la fois du pouvoir exécutif et du pouvoir législatif de la Jamahiriya. Le Conseil de commandement de la révolution, jusque-là organe suprême de décision en Libye, disparaît pour devenir le Secrétariat général du Congrès général du peuple.
Chacun des Congrès populaires de base, qui représentent théoriquement l'expression directe de la volonté populaire sur une base territoriale, délègue un secrétaire (désigné par « élévation », en pratique par un vote à main levée) qui le représentera au Congrès général du peuple. Le CGP compte environ 2700 délégués, qui se réunissent chaque année. En théorie, le CGP fait office d'instance de coordination et de régulation financière, les véritables centres de décision étant censés être les Congrès populaires de base. Le poste de Secrétaire général du Congrès général du peuple est désormais l'équivalent de celui de chef de l'État, en lieu et place du président du CCR désormais dissous. Les membres du Secrétariat général constituent le Comité populaire général, qui fait office de gouvernement, le Secrétaire général du Comité populaire général étant l'équivalent du chef de gouvernement de la Libye. Le Congrès général du peuple nomme et révoque les secrétaires. 
Mouammar Kadhafi, jusque-là chef de l'État en tant que président du CCR,  le reste en devenant secrétaire général du CGP; il quitte néanmoins ce poste deux ans plus tard en affectant désormais d'être étranger au pouvoir exécutif. Il ne porte plus dès lors que le titre de « Guide de la révolution », dont les fonctions ne sont encadrées par aucun texte. Dans les faits, il conserve la maîtrise absolue du processus de décision politique en Libye, tout en s'affranchissant de toute responsabilité institutionnelle. Kadhafi continue d'assister régulièrement aux séances du CGP et en « oriente » les débats. En certaines rares occasions, le CGP permet à des résistances de s'exprimer : en 1984, le Congrès confirme le rejet par les Congrès de base de certaines orientations en matière de politique familiale; en 1990,  les demandes des délégués en matière de politique immobilière et de dépenses publiques conduisent Kadhafi à se faire désigner « chef suprême », ce qui lui permet d'annuler toute décision de la session qui ne lui conviendrait pas. Mais la Jamahiriya arabe libyenne demeure pour l'essentiel un système verrouillé au profit de la seule autorité personnelle de Mouammar Kadhafi. Les secrétaires généraux successifs du CGP, chefs de l'État officiels de la Libye, ne tiennent que des rôles très secondaires au regard de celui du « Guide de la révolution »,.
Le 19 mars 1999, Nelson Mandela, visite ce parlement et y fait un discours, en raison du soutien du gouvernement de Kadhafi à la cause de l'ANC subissant l'apartheid, c'est la seconde fois qu'il visite la Libye depuis la chute du régime de l'apartheid. Il s'est fait critiquer pour ces visites par des journaux de pays comme les États-Unis, qui avaient pourtant aidé le gouvernement d'apartheid à cette époque.
À la fin du mois de février 2011, au début de la guerre civile libyenne, des affrontements éclatent à Tripoli et le siège du Congrès général du peuple est incendié. En septembre 2011, après la prise de la capitale par les rebelles, le dernier secrétaire général du CGP,  Mohamed Abou el-Kassim Zouaï, se livre aux nouvelles autorités pour garantir sa propre sécurité.